# Autoconhecimento
O autoconhecimento ou conhecimento de si é a investigação de si mesmo. Ele envolve o uso da autoconsciência e o desenvolvimento da autoimagem. Também pode ser um projeto ético, quando o que se busca é a realização de algo que leve o sujeito a ser mestre de si mesmo e, consequentemente, um ser humano melhor. O autoconhecimento pode ser obtido de forma natural através da experiência de vida e do hábito de se auto-indagar. Refletir bastante sobre escolhas e motivações e tentar fazer coisas novas são recursos valiosos para autoconhecimento, porém, algumas pessoas costumam utilizar algumas ferramentas como uma forma de ajudar esse processo, como estudos filosóficos, meditação, psicologia cognitiva, psicologia comportamental etc. Apesar de muito populares, essas ferramentas não são a única forma e tampouco a mais eficaz  para se autoconhecer, cada pessoa deverá adotar a estratégia que melhor lhe convir. 

## Autoconhecimento como objeto de investigação epistemológica
O conhecimento de si distingue-se do conhecimento de outras coisas (as coisas exteriores ao sujeito) por ser imediato, no sentido de não depender de evidências. Pode-se dizer que o autoconhecimento é fruto da introspecção. O sujeito tem acesso privilegiado aos próprios pensamentos, isto é, conhece os próprios pensamentos de uma maneira que os outros usualmente não conhecem. Tal acesso privilegiado é a marca da autoridade da primeira pessoa, pois usualmente o que o sujeito diz sinceramente que pensa deve ser considerado como o que ele pensa, enquanto o que uma outra pessoa diz que o sujeito pensa usualmente não é um relato que desfrute da mesma autoridade.

## Autoconhecimento como projeto ético
Filósofos como Platão, Spinoza e Freud fazem parte de uma tradição que vê o autoconhecimento como uma conquista ou realização que traz saúde e liberdade. Esse projeto ético tem suas raízes no dito do oráculo de Delfos que tanto influenciou Sócrates: Conhece a ti mesmo.
De acordo com essa tradição, o autoconhecimento é uma realização e não algo dado ou prontamente disponível ao sujeito. Para conhecer-se a si mesmo, o sujeito precisa refletir e interpretar a si mesmo. 
Há subdivisões dentro dessa tradição. Primeiro, há os filósofos da antiguidade que viam o autoconhecimento como algo bom por si ou por fins práticos. Segundo, autores confessionais, como Agostinho e Rousseau. Terceiro, os que veem o autoconhecimento como algo moralmente valioso, mas difícil de ser alcançado por causa da natureza inefável do sujeito. Entre os defensores de tal posição, está Nietzsche, em alguns momentos. Quarto, os que veem o autoconhecimento como uma autocrítica. Tal posição é encontrada no Eclesiastes, em Spinoza, em Nietzsche, Heidegger e Sartre.